# Ernst Vettori
Ernst Vettori (Hall in Tirol, 25 de junio de 1964) es un deportista austríaco que compitió en salto en esquí.
Participó en tres Juegos Olímpicos de Invierno, entre los años 1984 y 1992, obteniendo dos medallas en Albertville 1992, oro en el trampolín normal individual y plata en la prueba por equipo (junto con Heinz Kuttin, Martin Höllwarth y Andreas Felder).
Ganó cinco medallas en el Campeonato Mundial de Esquí Nórdico entre los años 1985 y 1993.

## Palmarés internacional
| Juegos Olímpicos   | Juegos Olímpicos       | Juegos Olímpicos  | Juegos Olímpicos |
| Año                | Lugar                  | Medalla           | Prueba           |
| ------------------ | ---------------------- | ----------------- | ---------------- |
| 1992               | Albertville (Francia)  | Medalla de oro    | TN individual    |
| 1992               | Albertville (Francia)  | Medalla de plata  | TG por equipo    |
| Campeonato Mundial |                        |                   |                  |
| Año                | Lugar                  | Medalla           | Prueba           |
| 1985               | Seefeld (Austria)      | Medalla de plata  | TG por equipo    |
| 1987               | Oberstdorf (RFA)       | Medalla de bronce | TG individual    |
| 1987               | Oberstdorf (RFA)       | Medalla de bronce | TG por equipo    |
| 1991               | Val di Fiemme (Italia) | Medalla de oro    | TG por equipo    |
| 1993               | Falun (Suecia)         | Medalla de bronce | TG por equipo    |